# 이나미 세나
이나미 세나(일본어: 井波 靖奈, 1992년 6월 25일 ~ )는 일본의 전 축구 선수이다.

## 구단 경력
과거 산프레체 히로시마, V-파렌 나가사키, 주빌로 이와타에서 활동하였다.